# Flugplatz Thannhausen

i7
i11
i13
Der Sonderlandeplatz Thannhausen (ICAO-Code: EDNU) ist der Flugplatz der schwäbischen Stadt Thannhausen im Landkreis Günzburg. Er wird vom Mittelschwäbischen Luftsportverein e. V. betrieben.

## Geografie
Der Flugplatz liegt etwa zwei Kilometer nordwestlich des historischen Stadtkernes von Thannhausen im Flurstück Hochauteile auf einer Höhe von 491 m ü. NN im Tal der Mindel.
Naturräumlich erstrecken sich östlich das Staudenhügelland, nördlich fällt das Gelände zum Donauried hin ab.

## Geschichte
Die Fliegerei wird in Thannhausen bereits seit den 1930er Jahren betrieben. Ab 1945 war den Deutschen das Fliegen durch die alliierte Besatzungsmacht zunächst verboten. Der nach der Aufhebung des Flugverbotes in den 1950er Jahren gegründete Mittelschwäbische Luftsportverein e. V. begann mit der Fliegerei zunächst auf benachbarten Flugplätzen, bis das Gelände im Mindelgrund bezogen werden konnte. Anfangs wurde der Platz auch von den Modellfliegern mitbenutzt, bis sich diese 1961 eine eigene Startbahn wenige hundert Meter weiter südlich bauten. Seither wurde der Flugplatz kontinuierlich weiter ausgebaut, er erhielt die Zulassung als Sonderlandeplatz und es entstanden die Flugzeughalle mit Werkstatt und das bewirtschaftete Clubheim.

## Flugplatz und Ausstattung
Der Flugplatz ist ein Sonderlandeplatz für Luftfahrzeuge aller Art bis 2000 kg Höchstabfluggewicht (MTOW), Hubschrauber bis 5700 kg und hat keine geregelten Betriebszeiten. Der Halter und Betreiber des Flugplatzes ist der Mittelschwäbische Luftsportverein e. V. Eine Landung ist nur nach vorheriger Anmeldung möglich (PPR). Der Platz führt den ICAO-Code EDNU.
Es bestehen ein Wirtschaftsgebäude, ein ebenerdiger Flugleitstand (Frequenz 118,180 MHz), ein Hangar, eine Windenstarteinrichtung und ein Vereinsheim. Für Zwischenlandungen gibt es eine Tankstelle.
Die Graspiste (RWY08 und RWY26) hat eine Länge von 500 Metern und eine Breite von 30 Metern.

## Zwischenfälle
Am 2. November 2008 verunglückte ein Tragschrauber des Typs Auto-Gyro MT-03 bei Touch-and-Go -Übungen auf EDNU. Das Flugsportgerät stürzte wahrscheinlich aufgrund eines Steuerfehlers ab und fing kurz nach dem Aufprall Feuer. Der Pilot wurde beim Absturz tödlich verletzt.

## Verkehr
Der Flugplatz liegt unmittelbar an der Staatsstraße 2023, die zu der 700 m östlich verlaufenden Bundesstraße 300 anschließt. Der ÖPNV bedient den Flugplatz nicht direkt. In Thannhausen bestehen Zustiegsmöglichkeiten zu drei Buslinien des Verkehrsverbund Mittelschwaben, Linie 600 nach Augsburg und Krumbach, Linie 830 nach Jettingen und Linie 831 nach Mindelheim.